# Isabella Adinolfi
Isabella Adinolfi (Nocera Inferiore, 1978. március 27. –) olasz politikus. Az Európai Parlament képviselője 2014. július 1-je óta.
2021 áprilisában csatlakozott a Forza Italia párthoz, és 2021. április 29-én csatlakozott az Európai Néppárt (Kereszténydemokraták) csoportjához.